# Origène
Origène (en grec ancien : Ὠριγένης / Ôrigénês) est le père de l'exégèse biblique. Né à Alexandrie vers 185 et mort à Tyr vers 253, c'est un théologien de la période patristique.
Il est reconnu comme l'un des Pères de l'Église mais, contrairement à eux, il n'a pas été canonisé par l'Église catholique ni par l'Église orthodoxe, en raison de certaines de ses thèses qui furent rejetées par l'orthodoxie chrétienne.
Il y eut aussi au IIIe siècle un autre Origène, philosophe néoplatonicien et païen, condisciple de Plotin et de Longin, avec lequel on l'a parfois confondu.

## Biographie

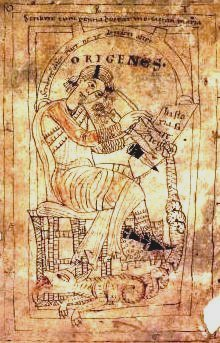
Origène, représentation dans un manuscrit daté de 1160, Bayerische Staatsbibliothek, Munich.

Origène naît en Égypte dans une famille chrétienne. En 202, sous le règne de Septime Sévère, l'église d'Alexandrie est persécutée. Son père Léonide d’Alexandrie (en) meurt martyrisé et Origène assiste à sa mort par décapitation. Il veut le suivre dans le martyre, mais sa mère réussit à l'en empêcher en cachant ses vêtements. La mort de Léonide laisse sans ressources une famille de neuf personnes, ses biens ayant été confisqués. Origène est cependant protégé par une femme riche et haut placée. Toutefois, comme elle abritait déjà chez elle un hérétique nommé Paul, il semble qu'Origène, qui professait la plus stricte orthodoxie, soit resté peu de temps chez elle. 
Selon Eusèbe de Césarée, qui lui consacre le sixième livre de son Histoire ecclésiastique, Origène doit alors travailler pour faire vivre ses nombreux frères et sœurs. Instruit dans les belles-lettres et les saintes Écritures, il enseigne la grammaire pour subvenir aux besoins de sa famille. En 215, encore jeune, il succède à son maître Clément d'Alexandrie à la tête de la Didascalée à l'École théologique d'Alexandrie (école catéchétique). Il se signale alors par une rigidité de principes et de mœurs, qu'il aurait poussée au point de se castrer pour se soustraire à toute tentation.
Afin d'acquérir son indépendance financière, Origène vend sa bibliothèque pour une somme qui lui rapporte un revenu quotidien net de 4 oboles, qui lui suffisent en raison de son extrême frugalité. Il donne des leçons publiques à Césarée en Syrie dans la journée, et consacre à l'étude de la Bible la plus grande partie de ses nuits, menant une vie d'ascète rigide. Il se rend à Athènes pour soutenir les églises d'Achaïe.
Il continue à étudier, notamment auprès d'Ammonios Saccas. En 230, il est ordonné prêtre à Jérusalem, mais son évêque, Démétrius d'Alexandrie, lui reproche ses mutilations qui, selon les canons, le rendent inapte au sacerdoce. Malgré le soutien des évêques et une assemblée en concile, Démétrius regarde son ordination comme irrégulière. Il destitue Origène de ses fonctions, l'excommunie et lui interdit de séjourner dans son diocèse. Origène n'y retourne effectivement qu'après la mort du prélat. En 231, Origène quitte Alexandrie pour Césarée, en Palestine, où il continue d'expliquer l'Écriture. Une nouvelle école prend corps autour de lui, avec des élèves remarquables comme Grégoire le Thaumaturge.
En 250, sous le règne de l'empereur Dèce, il est persécuté. Bien qu'emprisonné et torturé, il ne cesse d'écrire à ses compagnons pour les encourager et compose son livre Contre Celse. Il est libéré mais meurt peu après, vers 253, probablement des suites de ses blessures.
Selon saint Jérôme, il serait mort à Tyr et aurait été enterré dans la cathédrale.
Trois siècles après sa mort, Origène est anathématisé, et donc déclaré hérétique, sous le 11e anathématisme du deuxième concile de Constantinople.

### Autocastration présumée
Eusèbe affirme que, alors qu'il était jeune homme, à la suite d'une mauvaise lecture littérale de l’évangile selon saint Matthieu, dans laquelle Jésus affirme qu'« il y a des eunuques qui se sont faits eunuques à cause du royaume des cieux » et de l’évangile selon saint Marc, Origène aurait payé un médecin pour être castré,. La motivation de cet acte aurait été qu’enseignant à des femmes aussi bien qu'à des hommes, il craignait que cette situation ne fasse scandale chez les païens et aurait voulu assurer sa réputation de tuteur respectable. Eusèbe prétend en outre qu'Origène a parlé en privé de la castration à Démétrius, l'évêque d'Alexandrie, et que ce dernier l'a d'abord félicité pour sa dévotion à Dieu.
La véracité de ce témoignage d’Eusèbe est mise en doute. Origène ne mentionne la castration dans aucun de ses écrits,. Dans son exégèse de Mathieu 19:12, son Commentaire de l'évangile de Matthieu, écrit vers la fin de sa vie, condamne fermement toute interprétation littérale de ce verset, affirmant que seul un idiot interpréterait le passage comme préconisant une castration littérale.

## Pensée

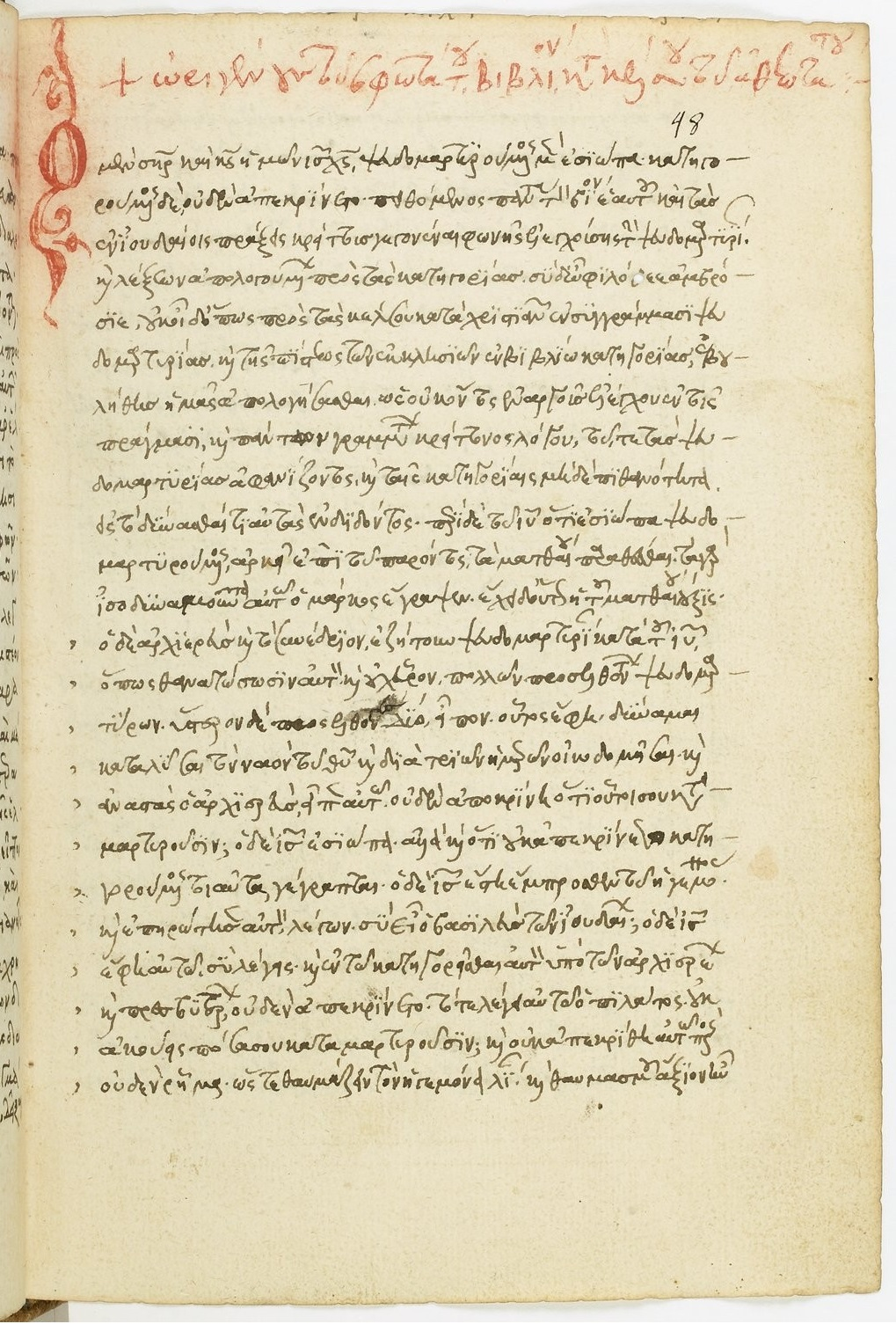
Origène (Adamantius). Adversus Celsum libri VIII. Manuscrit Grec 945 (XVe siècle).

Origène fut le premier à tenter de faire une synthèse de la science théologique, ce qu'on appellera plus tard une somme, avec le traité des Principes. Ce traité est discuté, notamment pour ses thèses relatives à la Création, au Salut et à la nature du Christ.

### Thèses sur la Création
Selon Origène, Dieu aurait créé d'abord le Logos (Verbe), puis, à partir de lui, une multitude d’esprits purs, les logikoi (du grec λογική / logikê), des créatures purement rationnelles et immatérielles. À l’exception de Jésus, elles s’éloignent de Lui et deviennent alors des âmes. Dieu leur donne des corps en rapport avec la gravité de leurs fautes : corps d’anges, d’hommes ou de démons. Origène croyait ainsi à la préexistence des âmes dans une région supérieure, d'où elles étaient venues animer les corps terrestres. Ces âmes humaines auraient péché même avant d'être unies à des corps. Origène élabore cette doctrine de la création en rejetant une lecture littérale de la Genèse :
« Quel est l'homme de sens qui croira jamais que, le premier, le second et le troisième jours, le soir et le matin purent avoir lieu sans soleil, sans lune et sans étoiles, et que le jour, qui est nommé le premier, ait pu se produire lorsque le ciel n'était pas encore ? Qui serait assez stupide pour s'imaginer que Dieu a planté, à la manière d'un agriculteur, un jardin à Éden, dans un certain pays de l'Orient, et qu'il a placé là un arbre de vie tombant sous le sens, tel que celui qui en goûterait avec les dents du corps recevrait la vie ? À quoi bon en dire davantage lorsque chacun, s'il n'est dénué de sens, peut facilement relever une multitude de choses semblables que l'Écriture raconte comme si elles étaient réellement arrivées et qui, à les prendre textuellement, n'ont guère eu de réalité. »

### Thèses sur le Salut
D'après Origène, les âmes peuvent, pendant leur vie terrestre, se purifier et s'élever à la félicité suprême par la communication intime avec Dieu. Grâce à leur libre décision, ces âmes peuvent se rapprocher de Dieu ou s’en éloigner. Le salut équivaut au retour à la perfection originelle, et à ce moment-là les âmes auront des « corps de résurrection ». Le véritable idéal est cette connaissance complète, que les philosophes grecs n’ont qu’entrevue, mais que le chrétien peut acquérir complètement s’il se détache de la matière.
Le corps physique est donc une punition, mais en même temps le moyen par lequel Dieu se révèle et soutient l’âme dans son élévation. Dieu ne veut pas contraindre l’âme, et recourt donc à l’éducation par le Logos, dont les agents ont été les philosophes pour les Grecs, Moïse et les prophètes pour le peuple juif, et Jésus pour l'humanité tout entière en qui s’incarna le Fils de Dieu.
Origène soutient également que les peines de l'Enfer ne sont pas éternelles. Il pense que le salut final (la parousie) n'adviendra que lorsque toute la création, et donc toute l'humanité, aura été réintégrée dans le Christ. Cette doctrine, connue sous le nom d'apocatastase, sera reprise par d'autres Pères de l'Église comme Grégoire de Nazianze, Basile de Césarée et Grégoire de Nysse. Mais elle est finalement condamnée par le second concile de Constantinople en 553 (voir infra, controverses).
Extrait
Homélie 12 sur le Livre de l'Exode :

« Comment trouver la liberté quand on est esclave du siècle, esclave de l'argent, esclave des désirs de la chair ? Moi, pour l'instant, je dis : tant que je suis l'esclave de l'une de ces choses, je ne suis pas converti au Seigneur ; et je n'ai pas atteint la liberté tant que m'étreignent de telles affaires et de tels soucis.

De l'affaire et du souci qui m'enchaînent, je suis l'esclave ; car je sais qu'il est écrit : On est esclave de ce qui vous domine (2 P 2. 19). Même si l'amour de l'argent ne me domine pas, que le souci des possessions et des richesses ne m'oppresse pas, je suis quand même avide de louange ; et j'aspire à la gloire humaine, si je cherche à voir, aux visages et aux paroles des gens, ce qu'un tel pense de moi - quelle estime un tel m'accorde-t-il ? Est-ce que je ne déplais pas à un tel ? Est-ce que je plais à un tel ? tant que je me pose ces questions, j'en suis l'esclave.

Je voulais du moins faire en sorte de pouvoir devenir libre, de pouvoir m'affranchir du joug de cet esclavage honteux et parvenir à la liberté, selon l'avertissement de l'Apôtre : C'est à la liberté que vous avez été appelés, ne vous rendez pas esclaves des hommes (Ga 5. 13 ; 1 Co 7. 23). Mais qui me procurera cet affranchissement ? Qui me délivrera de cet esclavage très honteux, sinon celui qui a dit : Si le Fils vous rend libres, réellement vous serez libres ? »

— Origène, Homélie 12 sur l'Exode, 4, trad. M. Borret, Sources Chrétiennes 321, Cerf, 1985, p. 369-371.

### Thèses sur la nature de Dieu et du Christ
Selon Origène, Dieu est transcendant et infini. Il engendre éternellement le Fils, son image. Jésus-Christ ne serait ainsi fils de Dieu que par adoption.

### La tradition évangélique
D'après Eusèbe, Origène, dans le premier des livres Sur l'Évangile selon Matthieu, rapporte ainsi la tradition :
« Comme je l'ai appris par la tradition à propos des quatre Évangiles — les seuls aussi à être incontestés dans l'Église de Dieu qui est sous le ciel —, d'abord a été écrit celui selon Matthieu, qui fut un moment publicain avant d'être apôtre de Jésus-Christ : il a été édité pour les croyants d'origine judaïque, et composé en langue hébraïque.
Le second est celui selon Marc, qui l'a rédigé selon les indications de Pierre ; d'ailleurs, dans son épître catholique, Pierre appelle Marc son fils, quand il dit : « L'Église élue qui est à Babylone vous salue, ainsi que Marc mon fils ».
Le troisième est l' Évangile selon Luc, celui qui a été loué par Paul, et composé pour les croyants d'origine païenne. Après tous, l'Évangile selon Jean. »

### Géographie
Origène admet, comme Augustin d'Hippone, l'existence des antipodes. Il fonde cet avis sur des écrits de Saint Clément.

### Mariologie
Origène offre, le premier, l'interprétation du "glaive" dans le cantique de Siméon comme faisant référence au fait que Marie sera scandalisée et prise par le doute lors de la crucifixion du Christ. Cette interprétation est reprise par de nombreux pères et jusqu'au XIIe siècle par Théophylacte d'Ohrid. Ainsi, le théologien et patrologue Philip Schaff déclare :
De même, Tertullien, Origène, Basile le Grand et même Chrysostome, avec toute l’estime qu’ils portent à la mère de notre Seigneur, lui attribuent en une ou deux occasions (Jean ii. 3 ; Matt. Xiii. 47) la vanité maternelle, ainsi que le doute et l’inquiétude, et en font le glaive (Luc ii. 35) qui, sous la croix, a traversé son âme.

#### Extrait
Siméon dit ensuite : Un glaive te transpercera l’âme à toi aussi. Quel est ce glaive qui a transpercé le cœur des autres et également celui de Marie ? L’Écriture dit clairement qu’au temps de la Passion, tous les Apôtres ont été scandalisés au sujet du Christ. Le Seigneur même l’a dit : Tous vous serez scandalisés cette nuit. […] Pourquoi penser que, si les Apôtres ont été scandalisés, la mère du Seigneur, elle, a été préservée du scandale ? Si, pendant la Passion du Seigneur, elle n’a pas été sujette au scandale, Jésus n’est pas mort pour ses péchés, mais si tous ont péché et sont privés de la gloire de Dieu, si tous sont justifiés et rachetés par sa grâce, Marie aussi fut à ce moment-là sujette au scandale.

- Origène, Homélies sur S. Luc, XVII, 6-7, trad. Henri Crouzel, François Fournier et Pierre Périchon, coll. Sources chrétiennes, éd. du Cerf, Paris, 1962, pp. 257-259.

## Influences: philosophie grecque et gnose
La doctrine d'Origène s'inspire de la philosophie grecque, notamment du platonisme et du stoïcisme. Origène emprunte aux platoniciens leur métaphysique dualiste, opposant au monde matériel un monde intelligible supérieur. Il s'inspire également d'un syncrétisme de la physique stoïcienne et de la physique aristotélicienne, pour concevoir la résurrection des corps comme une résurrection de la forme du corps, qu'il rend équivalent à sa « qualité corporelle », et non de son substrat matériel.
Par ailleurs, sa doctrine a été rapprochée sur certains aspects de celle des gnostiques, ce qui lui vaudra des controverses posthumes (cf infra, « un théologien controversé »).

## Postérité
Origène ouvrit à la mystique un champ immense, ne serait-ce que par son Commentaire du Cantique des Cantiques,, repris et approfondi par saint Bernard de Clairvaux au XIIe siècle. Il est le premier à affirmer clairement la virginité perpétuelle de Marie. Enfin, son traité d’apologétique Contre Celse, dans lequel il donne de nombreux extraits (Contre Celse, III, 37.) de l'œuvre de son adversaire, est un chef-œuvre d'honnêteté intellectuelle. Maître spirituel incontestable, jamais condamné de son vivant, Origène fut un Père de l'Église d'une immense fécondité, « le plus grand génie du christianisme antique avec saint Augustin » selon le cardinal Jean Daniélou.

### Père de l'exégèse biblique
Origène est considéré comme le père de l'exégèse biblique, pour avoir commenté tous les livres de l'Ancien et du Nouveau Testament, dans une œuvre exégétique gigantesque, non seulement par son étendue, mais aussi par l’ampleur de son information et par l’élan spirituel qui l’anime.
Sa plus grande entreprise fut les Hexaples, une édition de la Bible dans laquelle il présente sur six colonnes le texte hébreu de l’Ancien Testament et les diverses versions grecques alors en usage.
Beaucoup de Pères de l’Église se sont inspirés des écrits d’Origène. Ainsi, Grégoire de Nazianze et Basile de Césarée composent une anthologie de ses œuvres, la Philocalie d'Origène. Jérôme de Stridon traduit les homélies sur Saint Luc, qui sont les seules qui restent, les originaux ayant disparu. Didyme l’Aveugle se déclarera disciple d’Origène. Mais la postérité d'Origène va bien au-delà : Thomas d'Aquin cite abondamment ses commentaires des Évangiles dans sa Catena Aurea, et Érasme écrit dans le De Ratione Studii, rédigé à Londres en mars 1506 : « En fait de théologie, après les saintes Écritures, il n'y a rien de mieux à lire qu'Origène (ex theologia, secundum divinas litteras, nemo melius Origene) ».
Sa méthode exégétique distingue trois sens de l’Écriture : le sens littéral (sous entendu "païen et juif"), le sens moral et le sens spirituel, qui correspondent aux trois parties de l’homme : le corps, l’âme et l’esprit.
« Il faut donc inscrire trois fois dans sa propre âme les pensées des saintes Écritures : afin que le plus simple soit édifié par ce qui est comme la chair de l’Écriture – nous l’appelons ainsi perception immédiate- ; que celui qui est un peu monté le soit par ce qui est comme son âme ; mais que le parfait… le soit de la loi spirituelle qui contient une ombre des biens à venir. De même que l’homme est composé de corps, d’âme et d’esprit, de même l’Écriture de Dieu a donné dans sa providence pour le salut des hommes. »
Traité des principes IV, 2, 4
Origène est ainsi à l'origine de l'interprétation selon les quatre sens des Écritures et de la Lectio divina pratiquée dans les monastères.

### Un théologien controversé
Son seul ouvrage véritablement spéculatif, le De principiis, a le caractère d’une recherche ouverte à une époque où aucune doctrine n’a encore été fixée par un concile œcuménique. Origène est un penseur en mouvement, curieux, prolifique, et jamais un doctrinaire obtus. C'est après sa mort que certaines thèses exposées font l'objet de controverses.
La première thèse qui a posé un problème est celle de la préexistence de l’âme. Dieu aurait créé les êtres spirituels, mais une partie de ceux-ci aurait refusé Dieu. La gravité et la rapidité de ce refus auraient conduit à la création des anges, des démons ou des hommes. Le monde matériel aurait donc été créé afin de donner aux hommes la possibilité de se racheter.
La deuxième est la théorie de l’apocatastase. Origène croit que la nature va revenir à son état originel. Ainsi, les pécheurs tout comme les démons vont progressivement se purifier afin de revenir à l’état originel qui est bon,.
Enfin, Origène est accusé de subordinatianisme.
Un dossier rassemblé par Pamphile et Eusèbe de Césarée au IVe siècle et intitulé Apologie pour Origène, prend la défense d'Origène dans cette controverse. Cette querelle posthume sur Origène conduit dès l'an 400, dans un concile local convoqué par l'évêque Théophile d'Alexandrie, à la condamnation de l'origénisme. Le patriarche écrit au pape Anastase Ier (399-401) afin de lui transmettre les difficultés posées par Origène, ce qui contribuera à la condamnation de cette doctrine.
Par la suite, ces thèses sont à nouveau condamnées, d'abord sous Justinien au synode de Constantinople de 543, puis au deuxième concile de Constantinople de 553. On l'accuse en particulier d'avoir soutenu la croyance en la réincarnation et la préexistence de l'âme avant la naissance. Cette condamnation de 543 entraîne la destruction de la plus grande partie de ses écrits.
Réhabilité rapidement[Quand ?], Origène reste une référence majeure de l'Église catholique pour son exégèse de la Bible, de Saint Thomas d'Aquin jusqu'au pape Benoit XVI qui lui rendit un hommage appuyé à Rome lors d'une audience qu'il lui consacra le 2 mai 2007.
Origène, à force d'insister sur la typologie et l'allégorie, a mis de côté la théologie de l'Histoire, au point de spéculer sur la préexistence des âmes et l'éternité du monde. Or, il avait lu et explicité Philon d'Alexandrie, lequel avait démontré que le cosmos, les astres « le soleil, la lune, l'ensemble du ciel, l'univers […] sont mus et transférés continuellement » (De chérubim, c. 88). Cette conception fixiste du monde fut en particulier une des causes des accusations d'hérésiarque qui furent lancées contre lui aux Ve et VIe siècles. On sait par ailleurs que cette idée fut reprise au XIIIe siècle par Siger de Brabant.

## Œuvre

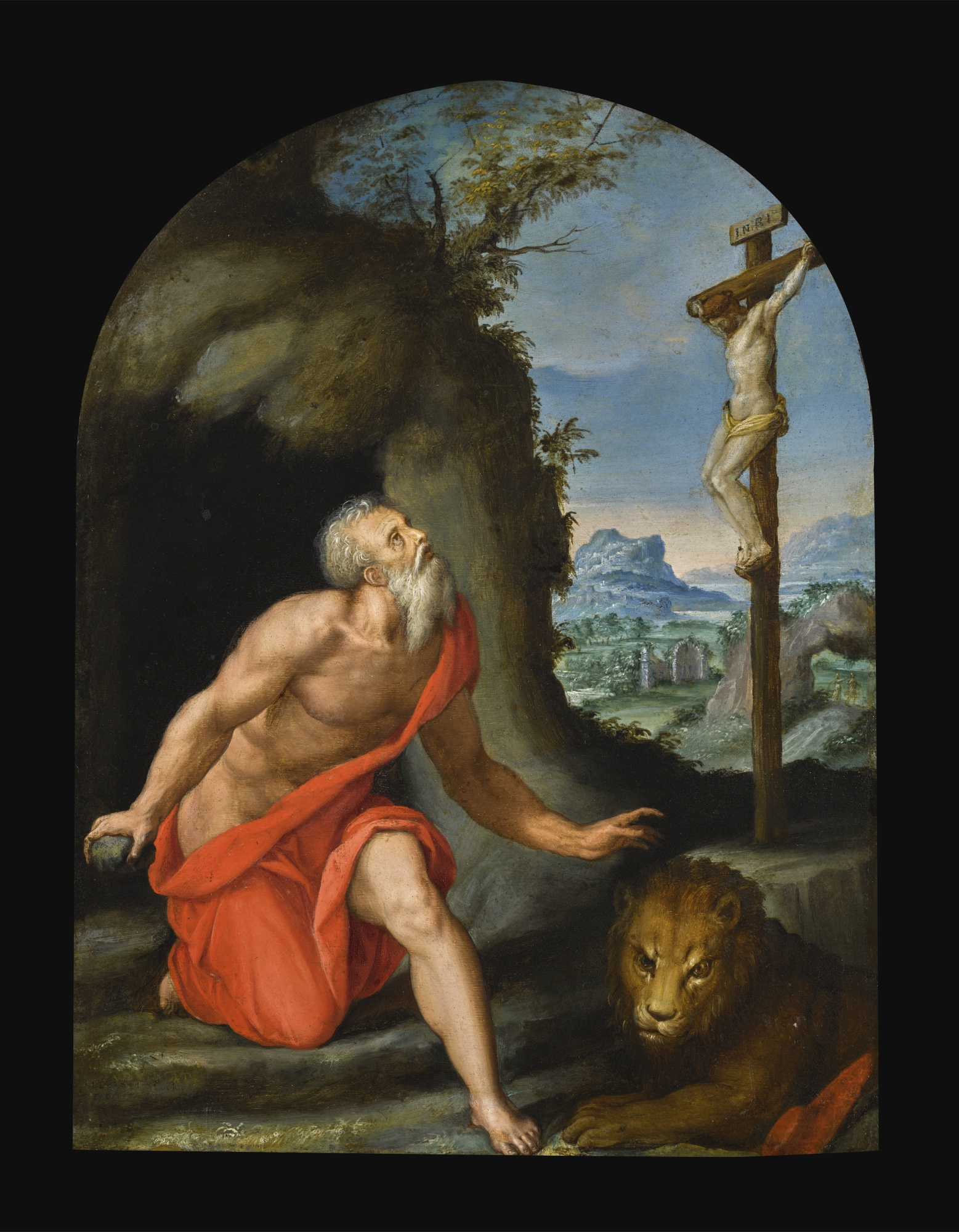
Saint Jérôme dans le désert, huile sur cuivre argenté, Alessandro Allori.

Origène est réputé avoir laissé une œuvre considérable en grec. Jérôme l'estimait à près de 2 000 volumes, mais dont il ne reste qu’une faible partie (Clavis Patrum Græcorum, 1410-1525) à cause de la destruction systématique de ses œuvres entreprise sous Justinien. La majeure partie de ses œuvres disponibles provient des traductions en latin de Jérôme de Stridon et de Rufin d'Aquilée.
Ces œuvres se classent en écrits polémiques (Contre Celse, réfutation du Discours véritable de Celse)), dogmatiques (Sur les principes, De principiis) et exégétiques (Homélies, Commentaires). Les Commentaires sur toute l’Écriture sainte constituent l'œuvre ayant eu la plus grande importance historique. Ils ont été traduits par Huet en 1668 à Rouen.
Signalons aussi :
- De la prière, ouvrage le plus volumineux, qui influença les premiers chrétiens[38] ;
- Exhortation au martyre[39] ;
- Homélies sur la Genèse[40].

Les Œuvres complètes d’Origène ont été publiées à Bâle par Érasme (1536), à Paris par De La-Rue (1733-1759), à Wurtzbourg (1776-1794), à Berlin par Lommatsch (1831-46), 24 v. in-8, et réimprimées dans la collection de l’abbé Migne (1860). Genoude en a traduit en français quelques parties dans ses Pères des trois premiers siècles (1837-43).
Le nom d' Œuvres complètes doit néanmoins être pris avec précaution : il ne donne que l'état des lieux de l'époque d'édition. La dernière découverte date du 11 juin 2012 : la librairie nationale de Bavière annonce la découverte par le philologue Marina Molin Pradel de textes jusque-là inconnus d'homélies écrites par Origène, dans un manuscrit grec du XIIe siècle. L’attribution à l’Origène a été confirmée par des experts comme le professeur Lorenzo Perrone, de l’université de Bologne. Le texte est accessible en ligne.
Les Philosophoumena ou Réfutation des hérésies ont été transmis sous son nom, mais ne lui appartiennent pas, car cet ouvrage a été composé à Rome. Cet ouvrage a été attribué également à Hippolyte de Rome.
Joseph Fitzmyer lui a attribué le fait d’avoir étendu à tous les juifs, et pour tous les temps, la responsabilité de la mort de Jésus, allant plus loin que Jean 19:6 et 15, pour qui ce sont les « principaux sacrificateurs » qui réclament la crucifixion de Jésus.

### Œuvres d'Origène traduites en français
- Commentaire sur le Cantique des cantiques (vers 245), Cerf, coll. Sources chrétiennes, 2 t., 1991-1992.
- Commentaire sur l'épître aux Romains, Cerf, coll. Sources chrétiennes, 4 t., 2009-2012.
- Commentaire sur l'Évangile selon saint Matthieu X et XI, Cerf, coll. Sources chrétiennes, 1970.
- Commentaire sur saint Jean (vers 231-248), Cerf, coll. Sources chrétiennes, 5 t., 1966-1992.
- Contre Celse (248), Cerf, coll. Sources chrétiennes, 5 t., 1967-1976. Trad. Antoine Eugène Genoud, Les Pères de l'Église, t. VIII, 1843[45].
- Entretien avec Héraclide (vers 245-250), introduction, traduction et notes par Jean Schérer, Cerf, coll. Sources chrétiennes, 2002 [1e éd. 1949].
- Exhortation au martyre, trad. marquis Fortia d'Urban, 1838
- Homélies sur Ezéchiel (vers 239-242), Cerf, coll. Sources chrétiennes, 1989.
- Homélies sur Jérémie (vers 239-242), Cerf, coll. Sources chrétiennes, 2 t., 1976-1977.
- Homélies sur Josué (vers 239-242), Cerf, coll. Sources chrétiennes, 2000.
- Homélies sur la Genèse (vers 239-242), Cerf, coll. Sources Chrétiennes, rééd. 2003 [1e éd. 1944]
- Homélies sur le Lévitique (vers 239-242), Cerf, coll. Sources chrétiennes, 2 t., 1981.
- Homélies sur les Juges (vers 239-242), Cerf, coll. Sources chrétiennes, 1993.
- Homélies sur les Nombres (vers 239-242), Cerf, coll. Sources chrétiennes, 3 t., 1996-2001.
- Homélies sur l'Exode (vers 239-242), Cerf, coll. Sources chrétiennes, 1985.
- Homélies sur Luc (233-234), Cerf, coll. Sources chrétiennes, 1962.
- Homélies sur Samuel, Cerf, coll. Sources chrétiennes, 1986.
- La prière, Migne, coll. Les pères dans la foi, 1997, rééd. 2002.
- Traité des principes (231), Cerf, coll. Sources chrétiennes, 5 t., 1978-1984.

#### Anthologies
- Origène et Jean-Michel Poffet (trad. du latin), A l'école des écritures, Paris, Cerf, coll. « Poche », 2016, 247 p. (ISBN 978-2-204-11307-6)
- Origène et Nicolas Waquet (trad. du grec ancien), Au commencement était le verbe, Paris, Rivages, coll. « Poche », 2013, 205 p. (ISBN 978-2-7436-2651-8)
- Philocalie 1-20 : Sur les Écritures et La Lettre à Africanus sur l'histoire de Suzanne, Cerf, coll. Sources chrétiennes, 1983.
- Philocalie 21-27 : Sur le libre arbitre, Cerf, coll. Sources chrétiennes, 1976.
- Jean Daniélou et J.-M. Rondeau (Préface), Théologie du Judéo-Christianisme, Desclée, coll. « Bibliothèque de théologie », 1995 (ISBN 978-2-7189-0483-2)
  - Origène, Paris, Les éditions du Cerf, coll. « Bibliothèque du Cerf », 2012, 310 p. (ISBN 978-2-204-09848-9)
- Origène et Agnès Egron, Les Écritures, océan de mystères (Exégèse spirituelle), Cerf, coll. « Trésors du christianisme, 5t. », 2009-2010.
  - Tome 1, La Genèse, 2009, p. 247,  (ISBN 978-2204091053)
  - Tome 2, Exode et Lévitique, 2010, p. 339,  (ISBN 978-2204091060)
  - Tome 3, Les Nombres, 2010, p. 185,  (ISBN 978-2204091077)
  - Tome 4, Josué, les juges, Samuel et les Prophètes, 2009, p. 235,  (ISBN 978-2204090520)
  - Tome 5, Les Paraboles évangéliques, 2009, p. 214,  (ISBN 978-2204090537)

### Sources sur Origène
- Eusèbe de Césarée - Pamphile de Césarée, Apologie pour Origène, suivi de Rufin d'Aquilée : Sur la falsification des livres d'Origène, Cerf, coll. Sources chrétiennes - Textes grecs no 464-465, 2002.
- Grégoire le Thaumaturge, Remerciement à Origène, suivi de La Lettre d'Origène à Grégoire, Cerf, coll. Sources chrétiennes - Textes grecs no 148, 1969.

### Recherche

#### Ouvrages
- Hans Urs von Balthasar, Parole et mystère chez Origène, éditions du Cerf, 1957.
- Henri Crouzel, Origène, Paris: Lethielleux, Namur - Culture et vérité, 1985.
  - Théologie de l'image de Dieu chez Origène Thèse présentée pour le Doctorat en théologie, Aubier, éditions Montaigne (collection Théologie no 34), 1956 (ASIN B00185ZHUO)
  - Origène et la « connaissance mystique » (préface du R. P. Henri de Lubac), Desclée de Brouwer (collection Museum Lessianum, section théologie, no 56), 1961 (ASIN B0014X9LHA)
  - Origène et la philosophie, Aubier, Éditions Montaigne, 1962 compte rendu par Fernand Van Steenberghen, dans Revue Philosophique de Louvain, 1968, no 92, p. 726-727 (ASIN B004HHU4JE)
- Jean Daniélou (présentation Michel Fédou), Origène, Cerf, coll. « Bibliothèque du Cerf », 2012 (1re éd. 1948) (ISBN 978-2-204-09848-9).
- Jacques Dupuis, L'Esprit de l'Homme, étude sur l'anthropologie religieuse d'Origène, Paris, Desclée de Brouwer, 1967
- Michel Fédou, Christianisme et religions païennes dans le Contre-Celse d'Origène, éditions Beauchesne, 1989.
- Marc Froidefont, « Les fondements ontologiques de la morale origénienne », Conférences et Débats du Cercle d'Études philosophiques d'Annecy, 2005.
- Marguerite Harl, Origène et la fonction révélatrice du Verbe incarné, Seuil, 1958.
- Philippe Henne, Introduction à Origène, suivie d'une anthologie, Cerf, 2004.
- Théo Hermans, Origène, théologie sacrificielle du sacerdoce des chrétiens, éditions Beauchesne, 1996.
- Henri de Lubac, Recherches dans la foi. Trois études sur Origène, saint Anselme et la philosophie chrétienne, éditions Beauchesne, 1979.
  - Histoire et Esprit : L'Intelligence de l'Écriture d'après Origène, Les Éditions du Cerf, 2002.
- Pierre Nautin, Origène, t. 1 : Sa vie, son œuvre, Éditions Beauchesne, coll. « Christianisme antique », 1997, 480 p. (ISBN 978-2-7010-0114-2).
- Pierre Nautin et Octave Guéraud, Origène, t. 2 : Sur la Pâque, Beauchesne, coll. « Christianisme antique », 1997, 850 p. (ISBN 978-2-7010-0115-9).
- Joseph O'Leary, Christianisme et philosophie chez Origène, Paris, Les éditions du Cerf, coll. « Philosophie et théologie », 2011, 248 p. (ISBN 978-2-204-09633-1)
- (en) Panagiōtēs Tzamalikos, Origen : Cosmology And Ontology of Time, Leiden, BrillL, coll. « Supplements to Vigiliae Christianae », 2006 (ISBN 978-90-04-14728-7).
- (en) Panagiōtēs Tzamalikos, Origen : Philosophy of history & eschatology, Leiden, Brill, coll. « Supplements to Vigiliae Christianae », 2007 (ISBN 978-9-0041-5648-7).

#### Chapitres et articles
- Christian Boudignon, « Origène croyait-il en la réincarnation ? », ὁ λύχνος - Connaissance hellénique, no 162,‎ mars 2022, article no 14 (ISSN 2551-2498).
- Gilles Dorival, « Origène et la résurrection de la chair », dans Lothar Lies (dir.), Origeniana Quarta, Innsbruck-Wien, Tyrolia-Verlag, 1987 (ISBN 978-3-7022-1631-3), p. 291-321.
- Gilles Dorival, « Origène et l’École d’Alexandrie », dans Bernard Pouderon (dir.), Histoire de la littérature grecque chrétienne des origines à 451, vol. III, Les Belles Lettres, coll. « L'Âne d'or » (no 65), 2017 (ISBN 978-2-2514-4696-7), p. 173-308.
- Pierre Hadot, Origène et origénisme, in Encyclopaedia universalis, 1985, corpus 13, p. 713-717.
- Charbel Maalouf, « Le corps chez Origène : Un lieu de chute ou de restauration ? », dans Laure Solignac, La figure d'Adam, Hermann, coll. « De Visu » (ISBN 978-2-7056-8945-2), p. 15-42.
- Bernard Pouderon, « La réception d’Origène à la Renaissance : Pour une typologie (version augmentée de textes à l’appui) », Revue des Études Tardo-antiques, no 3,‎ 2013-2014, p. 1-54 (ISSN 2115-8266).